# Antraknóza ořešáku

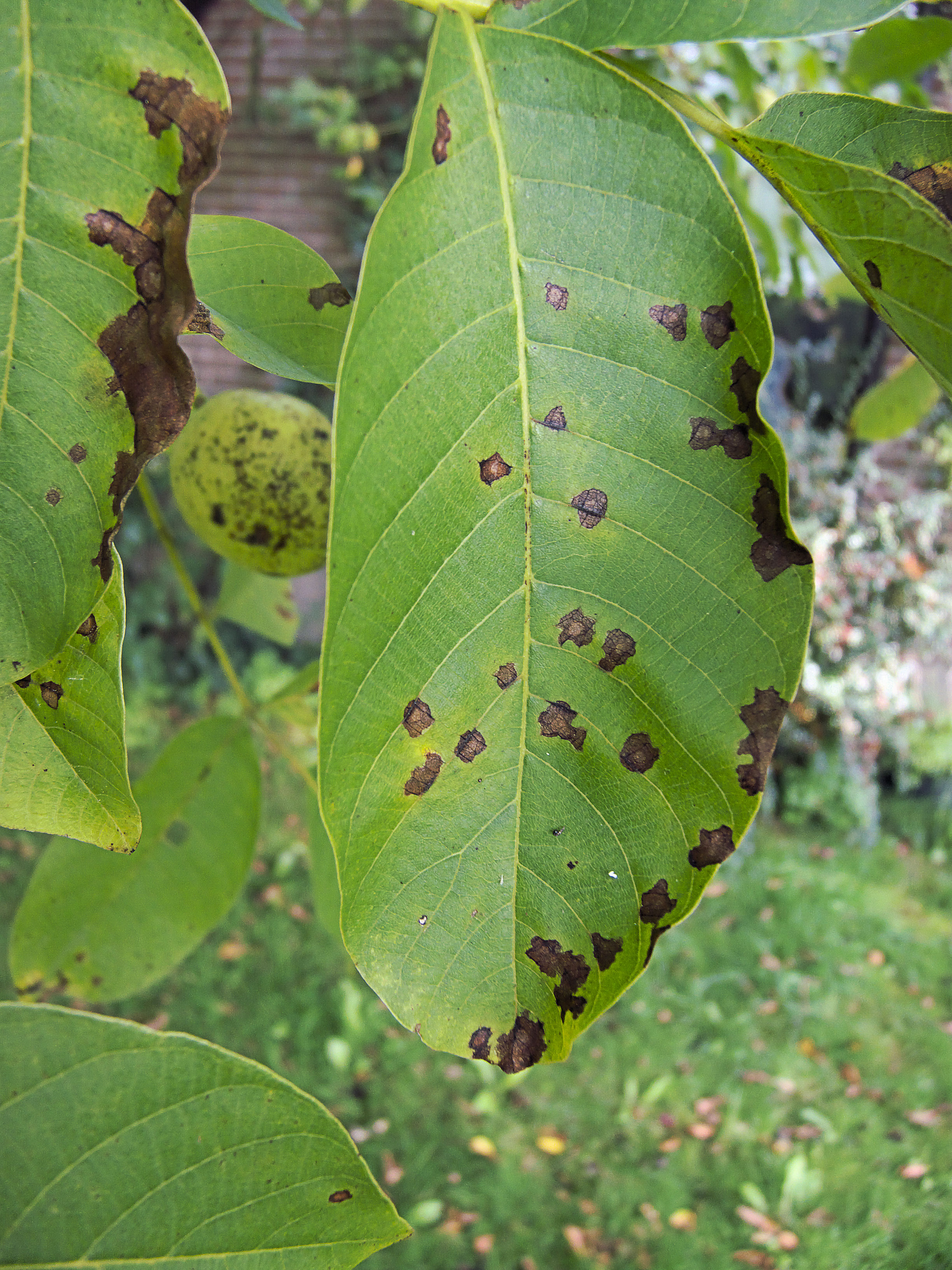
Antraknóza ořešáku, list.

Antraknóza ořešáku také hnědnutí listů ořešáků nebo černá skvrnitost ořešáku je houbová choroba ořešáku způsobená houbou Ophiognomonia leptostyla (synonymum Gnomonia leptostyla). Choroba se projevuje černohnědými zasychajícími skvrnami na listech, plodech a výjimečně se projevuje i na letorostech. Příznaky, skvrny na plodech, mohou být zaměnitelné se skvrnami způsobenými bakteriemi.
Choroba se vyskytuje v celé Evropě a v Severní Americe.

## Příznaky
Výskyt antraknózy ořešáku lze snadno identifikovat makroskopicky především jejich příznaků. Na listech se nejdříve projevuje menšími, tmavě hnědými ohraničenými skvrnami, především kolem nervatury. Skvrny jsou nejprve žlutohnědé, později od středů hnědé a nakonec nekrotizují. Skvrny se postupně zvětšují a spojují. V důsledku toho se listová plocha zmenšuje a listy předčasně opadávají v různých fázích napadení. Napadené plody mají tmavé propadlé skvrny a rostlinná pletiva jsou tmavá. Plody někdy předčasně opadávají. Černohnědé zasychající skvrny jsou symptomy na listech, plodech a výjimečně se takto napadení projevuje i na letorostech.

### Mikroskopické příznaky
Perithecia jsou uloženy v listech. Jejich stopky jsou kratší než 250 mikrometrů. Askospory jsou 19-23 mikronů dlouhé a 3,5 mikronů široké.

## Vývojový cyklus
Ophiognomonia leptostyla ovlivňuje různé druhy ořešáku. Parazit přezimuje ve spadaném listí, kde na jaře dozrávají plodnice peritecia s vřecky a askosporami. Askospory jsou zdrojem primárních infekcí. Houba se dobře šíří za vlhkého počasí a může strom značně oslabovat. Objevuje se na jaře a přenáší se na zdravé stromy hlavně větrem. Patogen vyžaduje k rozvoji po napadení teploty kolem 21 °C a vysokou relativní vlhkost (96 – 100%). Přesto bylo prokázáno, že konidie patogena přežijí po dobu dvou týdnů bez vody.

## Význam
Choroba způsobuje škody především ve vlhkých letech, významný výnos ztráta ve sklizni ořechového dřeva a může způsobit vážné odlistění.

## Ochrana rostlin

### Prevence
Důležitým opatřením proti této chorobě je odstranění a likvidace listí na podzim. Pouze ve výjimečných případech by měly být používány fungicidy. Vyšší dávky dusíku v hnojivech také snižují rozsah choroby.

### Chemická ochrana
Výskyt choroby lze u mladých porostů omezit ošetřením, nejlépe již před květem.
Doporučené fungicidy :
- CUPROCAFFARO
- FLOWBRIX
- KUPRIKOL 250 SC
- KUPRIKOL 50